# Гийом Да Зади
Гийом Да Зади (на френски: Guillaume Dah Zadi) е футболист от Кот д'Ивоар, нападател. Роден на 1 януари 1978 г. Футболист на ЦСКА от лятото на 2005 г. Предишни отбори: ФК Африка Спорт Абиджан, ФК Сателит Абиджан, ФК Уидад Казабланка, ЕОГК Тунис. Носител на Купата на България за 2006 г. От лятото на 2007 г. е играч на китайския Чанчун Ятай.
Сезон 2005/2006
- А група – 20 мача – 11 гола
- Купа на България – 4 мача – 2 гола
- Евротурнири – 10 мача – 2 гола